# Ľubor Kresák
 (juin 2016).
Si vous disposez d'ouvrages ou d'articles de référence ou si vous connaissez des sites web de qualité traitant du thème abordé ici, merci de compléter l'article en donnant les références utiles à sa vérifiabilité et en les liant à la section « Notes et références ».
Ľubor Kresák (Topoľčany, 23 août 1927 – Bratislava, 20 janvier 1994) est un astronome slovaque.

## Biographie
Il découvre deux comètes : la comète périodique 41P/Tuttle-Giacobini-Kresák et la comète non périodique C/1954 M2 (Kresak-Peltier) (it). Il suggère également en 1978 que l'événement de la Toungouska est dû à un fragment de la comète périodique de Encke.
Il est également à l'origine de l'appellation comète quasi-Hilda, inventée en 1979.
L'astéroïde (1849) Kresák est nommé en son honneur.